# 梶井剛
梶井 剛（かじい たけし、1887年（明治20年）7月20日 - 1976年（昭和51年）10月9日 ）は、昭和期の逓信官僚、実業家。逓信省工務局長、日本電気社長、日本電信電話公社初代総裁、東海大学初代学長、電気学会会長を務めた。藍綬褒章、勲一等瑞宝章受章（現在の瑞宝大綬章）。工学博士。石川県加賀市出身。
長男の梶井健一は日本銀行考査局長を経て名古屋鉄道社長および会長を務めた。官僚出身のエコノミストで外務大臣を務めた大来佐武郎は娘婿。

## 来歴
逓信省工務局長、日本電気(株)会長、日本放送協会理事を歴任。対馬海峡及び朝鮮海峡間における長距離海底電信ケーブルの研究と実用化、また満洲電信電話株式会社の設立に参画し、満洲国の通信網に技術面で尽力した。
1976年10月9日、心不全のため順天堂大学医学部附属順天堂医院で死去。89歳。

## 略歴
- 1912年7月（明治45年） - 東京帝国大学工科大学電気科卒業
- 1912年11月（大正元年） - 逓信省管理局技手
- 1932年1月 - 逓信省工務局電話課長
- 1933年9月 - 逓信省工務局電信課長
- 1934年5月 - 逓信省工務局長
- 1938年 - 日本電気株式会社 専務取締役就任。
- 1943年7月 - 日本電気・社長へ昇格、就任。
- 1944年 - 株式会社住友本社・理事就任。
- 1946年1月 - 日本電気・社長退任。
- 1946年5月 - 東海大学初代学長職に就任。
- 1947年12月 - 東海大学初代学長職を退任。
- 1952年1月 - 学校法人東海大学理事に就任。
- 1952年8月 - 日本電信電話公社総裁に就任。
- 1958年 - 日本電信電話公社総裁を退任。
- 1959年2月 - 科学技術会議議員（常任）就任。
- 1959年4月 - 藍綬褒章受章。
- 1959年9月 - 社団法人海外電気通信技術協力会 理事会長に就任。
- 1960年3月 - 日本国有鉄道・電子技術調査委員会委員長に就任。
- 1970年 - 科学技術会議議員（常任）退任。
- 1970年3月 - 株式会社エフエム東京代表取締役に就任。
- 1970年11月 - 勲一等瑞宝章（現在の瑞宝大綬章）受章。

## 家族
- 祖父・梶井少沢 - 医師。梶井家の初代は梶井五郎右衛門（1732年没）で、行商人に貝殻が原料の目薬の作り方を教わったのをきっかけに、以降代々眼科医を生業とする。1883年に大聖寺鷹匠町（現・石川県加賀市）に移住。[2]
- 父・梶井恒（1848-1923） - 医師。少沢の長男。華岡準平（華岡青洲の娘婿）、新宮涼民、東京医学校に学び、1874年より陸軍軍医として出仕、大津衛戍病院長、台北衛戍病院長、金沢衛戍病院長、広島予備衛戍病院長、第七師団軍医部長などを務めた。[3][2]
- 母・ちづ（1858年生） - 九谷焼陶芸家・竹内吟秋（源三郎）の長女。1875年に恒に嫁ぎ、六男四女を儲ける。[2]
- 兄・梶井貞吉（1885年生） - 陸軍軍医総監（中将相当）。第一高等学校三部（医科）卒。岳父に飯田俊助。[3][4]
- 妹・良（1891-1972） - 男爵山川洵の妻（1911年結婚）。東京府立第二高等女学校出身。
- 妻・テイ（悌、1893年生） - 台湾中央研究所技師・荒木忠郎の妹。義弟（妹節子の夫）に東龍太郎の弟俊郎（順天堂大学教授）。[5][2]
- 長男・梶井健一 - 名古屋鉄道社長・会長
- 二女・寿子 - 大来佐武郎の妻
- 三女・淑子 - 東芝電池社長・笹倉潤の妻

## 著書
- 稲垣優、寺田文行、今井正隆 共著『代数学幾何学演習と解法』（広川書店、1963年）
- 土倉保、清水譲三、稲垣優 共著『大学理工系を主とした微分積分学』（養賢堂、1964年）
- 牧野不二雄、稲垣優、清水譲三 監修『応用解析学』（東海大学出版会、1965年）
- 稲垣優、清水譲三 共著『大学理工系を主とした代数学・幾何学』（養賢堂、1965年）